# Saint-Léger-sous-Cholet
Saint-Léger-sous-Cholet é uma comuna francesa na região administrativa da Pays de la Loire, no departamento de Maine-et-Loire. Estende-se por uma área de 9,72 km². Em 2010 a comuna tinha 3 043 habitantes (densidade: 313,1 hab./km²).